# Ōzu (Ehime)
Ōzu è una città giapponese della prefettura di Ehime.